# クランクアップ
クランクアップ（和製英語: crank up）とは、映画などの映像作品全体の撮影が終了・完了したことを意味する用語である。ただし、英語からの流用ではなく、和製英語となる。語源については、クランクを参照。
また、同じ意味で、撮了（さつりょう）という用語も使われる場合がある。

## 英語圏での同義語
英語圏では、同等の用語として「Wrap」が存在し、「That's a wrap」といったフレーズで使われる。この用語は、映画産業の黎明期から監督が撮影の終了を告げるために使ってきた。1920年代以降、映画製作者たちは、主要撮影が終了し、映画製作の段階においてポストプロダクション作業に入る準備が整った時点で、このフレーズを使用するようになった。その際、映画のキャストやスタッフのためにwrap partyを開くのが、ある種の伝統となっている。また、この時点で、俳優同士や、監督、プロデューサー、スタッフとの映画における共同作業が終了したことになる（吹替作業やピックアップ撮影の可能性がある場合を除く）。しかし、主要キャストに関しては数ヶ月後または数年後、映画の公開準備が整った時や封切り日が迫った時に、その映画の宣伝のために集まり、一緒にプロモーション活動を行うことがある。

### 語源に関して
「wrap」という言葉は、「Wind, Reel and Print」の頭文字をとったものだと言われることがあるが、これには異論がある。
プリントは、通常、各撮影日の終了時（または他の希望時に。通常は写真の安全のためにできるだけ早く）に行われ、撮影全体の終了時には行われないものであった。
これは、撮影したばかりのフィルムを「プリント」（ネガを現像してポジに移すこと）して鑑賞することを要求する意味で使われた「カット＆プリント（Cut and print）」という表現に表れている。フィルムは、撮影が終わると巻いたり巻き取ったりされることなく、装填していない状態で「缶詰（canned）」にしてしまう。この表現は、「缶に入っている（it's in the can）」というフレーズに由来する。さらに、この頭文字から来る略語を定義している記事には、業界での引用がない。つまり、「Wind, Reel and Print」はバクロニムの可能性がある。
他方では、ある活動を終えるように指示するために一般的に使われる「lets wrap it up」や「time to wrap things up」というフレーズが、「That's a wrap」というフレーズにおける「wrap」の語源だとされている。

### その他
また、「That's a wrap！」というフレーズは、写真撮影などの（映画撮影と似たような）撮影現場でも聞くことができる。
また、監督によっては、（全体的な撮影の終了ではなく）各俳優それぞれの撮影が終わるたびに「wraps」を発表する人もいる（例：「That's a wrap for John Doe」）。